# Jaguar Land Rover
Jaguar Land Rover (JLR) è una multinazionale automobilistica britannica con sede a Coventry, West Midlands, Inghilterra, filiale della casa automobilistica indiana Tata Motors.

## Storia
Le sue attività principali sono progettazione, sviluppo, produzione e vendita di veicoli con i marchi Jaguar e Land Rover (compresa Range Rover). Entrambi i marchi hanno lunghe e complesse storie che iniziano negli anni '40, prima della loro fusione che risale al 1968 all'interno della sfortunata conglomerata British Leyland. Successivamente sono esistiti come marchi indipendenti l'uno dall'altro: uno come filiale di BMW (nel caso di Land Rover), l'altro come filiale di Ford (nel caso di Jaguar). Ford ha poi acquistato Land Rover da BMW nel 2000, a seguito della disgregazione dell'ex Gruppo Rover, la parte rimanente di British Leyland.
Le aziende automobilistiche Jaguar e Land Rover sono state unite sotto un'unica impresa da Ford nel 2002. Ford aveva acquistato Jaguar nel 1989 e Land Rover da BMW nel 2000. Nel 2006 Ford ha acquistato il marchio Rover da BMW per circa 6 milioni di £. Questo ha permesso di riunire i marchi Rover e Land Rover per la prima volta da quando il gruppo Rover è stato spezzettato da BMW nel 2000, e ha anche portato Jaguar nello stesso gruppo con Rover / Land Rover più di 15 anni dopo che è stata sfilata dalla ex britannica Leyland nel 1984. La società Jaguar Land Rover è stata fondata nel 2008, quando Tata Motors ha acquisito le attività Jaguar e Land Rover da Ford.

## Attività

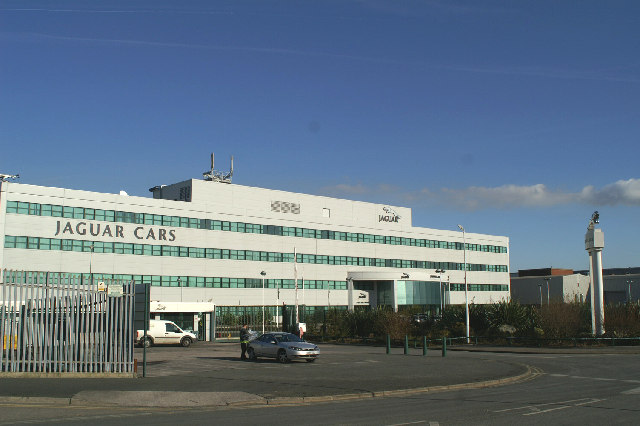
L'impianto di Halewood

Jaguar Land Rover ha sei impianti principali per produzione e assemblaggio di veicoli oltre alla ricerca e sviluppo, di cui cinque nel Regno Unito e uno in India. Jaguar Land Rover ha investito un totale di £ 1.058 milioni in ricerca e sviluppo per l'anno conclusosi il 31 marzo 2013.

## Prodotti
Jaguar Land Rover vende veicoli con i marchi Jaguar e Land Rover, ma possiede anche i diritti per i marchi Daimler, Rover e Lanchester. Quest'ultima è stata acquisita da Land Rover, mentre era ancora di proprietà di Ford, da BMW all'indomani del crollo del Gruppo MG Rover, dopo che BMW aveva mantenuto la proprietà del marchio quando si sciolse il Gruppo Rover nel 2000, vendendo la licenza a MG Rover come condizione per la vendita di Land Rover a Ford.